# Grönlund
Grönlund är en herrgård i Åsbo socken, Boxholms kommun, belägen omkring en kilometer norr om Åsbo kyrka. Grönlunds huvudbyggnad är i två våningar byggd av trä och har två flyglar. Den uppfördes 1780 av Modée och omges av en park och trädgård.
Grönlund bestod år 1760 av ett hemman frälsesäteri med Överbo och ett hemman krono säteri, nummer 54 vid Skänninge kompani.  Det hade även fyra frälsehemman som styrdes av säteriet och nio rö och rörs torp. 1760 uppgavs att säteriet låg en bit ifrån kyrkan och hade 30 tunnors utsäde, tillräcklig äng, mulbete och skog.
Ägare av säteriet var år 1650 assessorn Måns Ekegren. Efter hans död övertog överstelöjtnanten Jacob Hilchen och Ekegrens änka Brita Törnsköld; de hade säteriet åtminstone fram till 1662. Efter deras död kom säteriet i släkten Mörners ägo. År 1760 var grevinnan Magdalena Mörner ägare av säteriet. Grönlund var från omkring 1789 i släkten Klingspors ägo.
Vid gården står runstenen Ög 97.

## Historik
Grönlund, fideikommiss i Åsbo socken, Göstrings härad. Redan på 1100-talet eller 1200-talet säges här ha bott en man vid namn Rawald Tykesson, vars son Nils Rawaldersson ska ha byggt härstädes, under det Rawald Tykessons måg Nils Krummedik samtidigt säges ha byggt vid Näs, numera Strålsnäs. Så berättar sägen. Vad som av befintliga handlingar med säkerhet är kända, är att Nils Rawaldersson i Hermannakulla år 1292 skänkte en från fäderna ärvd utjord i gröneste-lunden, till Åsbo kyrka, på
det att klockorna skulle ringa för hans faders själ. Vem som därefter ägde Grönlund är obekant, men på 1400-talet tillhörde egendomen Sven Amundzsson, vilken sålde den till Herman Beermann. Efter hans död sålde hans änka Gunilla Håkansdotter Grönalund Twå gåårdha i öftrabo eth ödhetorp ssom heter Rosindall. Swerkestorp, Stegharstorp, Item stora ekett, eth ödhetorp ssom heter lilla ekett, item holmshultt, Item wisäter, och ther undann ödhetorp som heter bjärgh med en mängd andra gårdar år 1465 den 3 februari
till häradshövdingen Sven Nilsson Slätte på Gravby. År 1482 sålde Peder Fadersson och hans hustru Kadrin Håkonadotter en åttingjord i Grönalund till välb. väpnaren Sven Nilsson i Grafby för tolf mark svenska goda gamla hvita och år 1553, sålde hans dotter Elin, som varit gift med Nils Slatte, Grönlund med 2 gårdar i Öffreboda och gårdarne Kårgbygd, Wisätiher, Svärkestorp, Holmshult, Ekeed samt torpet Rosendall och en äng, nemligen Husbonda ängijan till kung Gustav Vasa för 240 mark örtug och sex öre. Hörde därefter till Vasaättens arvegods och egne gods. År 1641 köptes Grönlund med underlydande från kronan av ståthållaren och assessorn Peder Törnsköld (död 1642). Ägdes därefter av mågarna, assessorn Måns Ekegren (död 1657) och överstelöjtnanten Jakob Hilchen, vilka båda efter varandra var gifta med Brita Törnsköld (död 1693). Tillhörde vidare den tappre och skicklige härföraren under kung Karl XI och Karl XII, fältmarskalken, greve Carl Gustaf Mörner af Morlanda (död 1721) samt senare och omkring 1760 hans dotter, generalskan, änkegrevinnan Magdalena von der Pahlen, därefter vice presidenten Gustaf Cederstam och slutligen översten Gustaf Modée. Omkring år 1789 ägdes Grönlund av översten och hovstallmästaren, friherren Gustaf Adolf Klingspor, som stiftade egendomen till fideikommiss, samt efter hans död 1800 av hans änkegrevinna Charlotta Filipina von Schverin (död 1823), varefter fideikommisset övergick till fideikommisstiftarens brorson, generaladjutanten och hovmarskalken, greve Gustaf Klingspor, som sedan 1798 var gift med sin farbroders styvdotter, friherrinnan Magdalena Charlotta Wennerstedt. Egendomen ärvdes vidare av sonen, greve Gustaf Klingspor, som dog barnlös 1848, då fideikommisset övergick till hans broder, den på sin tid bemärkte riddarhustalaren och författaren till en mängd uppsatser i dagens frågor, kapten, greve Mauritz Klingspor. Vid hans död övergick fideikommisset till brodern, löjtnanten, greve Otto Klingspor, vid vars död 1865 detsamma tillföll nuvarande, sonen, löjtnanten, greve Philip Klingspor.

### Gården
Egendomen är belägen nära Åsboåns utlopp i en synnerligt vacker trakt. Huvudbyggnaden består av ett tvåvåningshus av trä med plåttak och kupol för klocka, samt omgiven av en större park och trädgård. Här finnes en runsten, som på senare tid blivit hitflyttad från en äng i grannskapet. I parken, som genomflytes av en bäck, är ett ställe, benämnt Lycksalighetens ö efter skalden Atterbom, som vid besök i sin födelsebygd särskild fäste sig vid denna plats.
På Grönlund finnes porträttet av en stor del medlemmar av Klingsporska och med den befryndade ätter. Även finnes ett porträtt av Gustaf Mauritz Armfelt samt dessutom ett av ryska kejsarinnan Katarina II, väft i gobeläng, och av henne skänkt till fältmarskalken,
greve Mauritz Klingspor vid en beskickning från svenska till ryska hovet. Här förvaras även nämnde greve Klingspors fältmarskalksstav, vilken på ena sidan bär inskriften: Äran, hedern och fäderneslandet, samt på andra sidan: Gifven af konung Karl XIII till fältmarskalken, grefve M. Klingspor år 1813. Bland här förvarade kuriosa finnes bland annat en munkring, hittad vid gravgrävningar i Trondheims domkyrka, samt av drottning Desideria skänkt till nuvarande fideikommissariens mormor, grevinnan d’Orozco, för sin tid bekant icke blott såsom den förnämsta prydnaden i Stockholms salonger utan även som tonsättarinna och författarinna. Hon är dessutom den av Tegnér i skaldestycket "Mathilda" besjunga näktergalen från Arnos dal.
Fideikommisset består av Grönlund med Överbo, 2 mantal skattesäteri samt underlydande Ek 1/2 mantal, Wisäter 1/2 mantal med såg, Bensäter 2, Bergstorp 1/4 och Bemelsbo 1/4 mantal, allt frälse samt beläget i Åsbo socken, samt Dala 1/2 mantal frälse gästgivargård och 1/8 mantal krono i Ekeby socken även som en utjord i Mjölby socken. Ägovidden är omkring 4000 tunnland, varav omkring 400 tunnland åker.

## Ägarlängd
| Period    | Namn                                   | Levnadstid | Kommentar                              |
| --------- | -------------------------------------- | ---------- | -------------------------------------- |
|           | Sven Amundsson                         |            |                                        |
|           | Herman Berman                          |            |                                        |
| -1465     | Gunnila Håkansdotter                   |            |                                        |
| 1465-     | Sven Nilsson Grabyätten                |            |                                        |
| ?-1553    | Elin Svensdotter                       |            |                                        |
| 1553-     | Gustav Vasa                            |            |                                        |
| 1641-1642 | Peder Törnsköld                        | 1578-1642  |                                        |
| 1642-1657 | Måns Ekegren                           | -1657      |                                        |
| 1657-1693 | Jakob Hilchen och Brita Törnsköld      |            |                                        |
| 1695-1701 | Harald Strömfelt                       | -1707      |                                        |
| 1704-1721 | Carl Gustaf Mörner af Morlanda         | 1658-1721  |                                        |
| 1746-1756 | Otto Christian von der Pahlen          | 1680-1756  |                                        |
| 1756-1765 | Magdalena Charlotta Mörner af Morlanda | 1701-1778  |                                        |
| 1771-1785 | Gustaf Cederstam                       | 1719-1793  |                                        |
| 1786-1792 | Gustaf Modée                           |            |                                        |
| 1792-1800 | Gustaf Adolf Klingspor                 | 1748-1800  | Instiftar egendomen till fideikommiss. |
| 1800-1823 | Charl. Filipina von Schwerin           | 1755-1823  | Föregåendes hustru.                    |
| 1823-1840 | Gustaf Klingspor                       | 1772-1840  | Brorson till Gustaf Adolf Klingspor.   |
| 1840-1848 | Gustaf Vilhelm Mauritz Klingspor       | 1799-1848  | Son till föregående.                   |
| 1848-1858 | Mauritz Klingspor                      | 1800-1858  | Bror till föregående.                  |
| 1858-1865 | Otto Klingspor                         | 1810-1865  | Bror till föregående.                  |
| 1865-1924 | Philip Klingspor                       | 1845-1924  | Son till föregående.                   |
| 1924-1959 | Carl-Philip Klingspor                  | 1877-1959  | Son till föregående.                   |
| 1959-1963 | Wilhelm Klingspor                      | 1880-1963  | Kusin till föregående.                 |
| 1963-     | Carl-Gustaf Orozco Klingspor           | 1916-2004  | Son till föregående.                   |